# Notropis atherinoides
Notropis atherinoides is een straalvinnige vissensoort uit de familie van de karpers (Cyprinidae). De wetenschappelijke naam van de soort werd voor het eerst geldig gepubliceerd in 1818 door Constantine Samuel Rafinesque-Schmaltz.